# Sport Club Thunerstern
L'Sport Club Thunerstern és un club d'hoquei sobre patins de Thun (Suïssa) fundat l'any 1959.

## Palmarès
- 8 Lligues suïsses (1979-80, 1987-88, 1988-89, 1989-90, 1990-91, 1993-94, 2000-01, 2004-05)
- 7 Copes suïsses (1986, 1989, 1994, 1997, 1998, 2001, 2006)
- Finalista de la Recopa d'Europa (1992-93)[2]